# 미켈롭 울트라 아레나
미켈롭 울트라 아레나(영어: Michelob Ultra Arena)는 미국 네바다주 패러다이스에 위치한 실내 경기장이다. WNBA 라스베이거스 에이시즈의 홈경기장으로 사용했고   G 리그 델라웨어 블루코츠의 임시 홈경기장으로 사용했으며  G 리그 NBA G 리그 이그나이트의 홈경기장으로 사용했다.
| WNBA 올스타전 개최 경기장 |                                  |                                                                                               |
| 2018년                    | 2019년 만달레이 베이 이벤트 센터 | 2020년                                                                                        |
| 타깃 센터                 | 2019년 만달레이 베이 이벤트 센터 | 2020년 하계 올림픽으로 인해 경기가 중단되었으나 이후 코로나-19 대유행으로 인해 개최되지 않다. |
|                           |                                  |                                                                                               |
|                           |                                  |                                                                                               |

| WNBA 올스타전 개최 경기장                                                                     |                             |                   |
| 2020년                                                                                        | 2021년 미첼롭 울트라 아레나 | 2022년            |
| 2020년 하계 올림픽으로 인해 경기가 중단되었으나 이후 코로나-19 대유행으로 인해 개최되지 않다. | 2021년 미첼롭 울트라 아레나 | 윈트러스트 아레나 |
|                                                                                               |                             |                   |
|                                                                                               |                             |                   |

| WNBA 올스타전 개최 경기장 |                             |               |
| 2022년                    | 2023년 미첼롭 울트라 아레나 | 2024년        |
| 윈트러스트 아레나         | 2023년 미첼롭 울트라 아레나 | 풋프린트 센터 |
|                           |                             |               |
|                           |                             |               |

| WNBA 올스타전 개최 경기장 |                             |        |
| 2025년                    | 2026년 미켈롭 울트라 아레나 | 2027년 |
| 게인브리지 필드하우스     | 2026년 미켈롭 울트라 아레나 | 미정   |
|                           |                             |        |
|                           |                             |        |

| WNBA 커미셔너스컵 결승전 개최 경기장 |                             |            |
| 2022년                               | 2023년 미첼롭 울트라 아레나 | 2024년     |
| 윈트러스트 아레나                    | 2023년 미첼롭 울트라 아레나 | UBS 아레나 |
|                                      |                             |            |
|                                      |                             |            |

| NBA G 리그 쇼케이스 컵 개최 경기장       |                                  |                      |
| 2020년                                   | 2021년 만달레이 베이 이벤트 센터 | 2022년               |
| 코로나-19 대유행으로 인해 개최되지 않다. | 2021년 만달레이 베이 이벤트 센터 | 미첼롭 울트라 아레나 |
|                                          |                                  |                      |
|                                          |                                  |                      |

| NBA G 리그 쇼케이스 컵 개최 경기장 |                             |                          |
| 2021년                             | 2022년 미첼롭 울트라 아레나 | 2023년                   |
| 만달레이 베이 이벤트 센터          | 2022년 미첼롭 울트라 아레나 | 오렌지카운티 컨벤션 센터 |
|                                    |                             |                          |
|                                    |                             |                          |